# Joaniów
Joaniów [pronunciación en polaco: /jɔˈaɲuf/] es un pueblo en el distrito administrativo de Gmina Paradyż, dentro del Distrito de Opoczno, Voivodato de Łódź, en Polonia central. Se encuentra aproximadamente 3 kilómetros al sur de Paradyż, 17 kilómetros al sudoeste de Opoczno, y 71 kilómetros al sudeste de la capital regional, Łódź.